# Lidya Chepkurui
Lydia Tum Chepkurui (ur. 23 sierpnia 1984) – kenijska lekkoatletka specjalizująca się w biegu na 3000 metrów z przeszkodami. 
W 2011 była czwarta na igrzyskach afrykańskich w Maputo. Dwa lata później zdobyła srebro na mistrzostwach świata w Moskwie. Złota medalistka mistrzostw Kenii.
Rekord życiowy: 9:12,55 (13 sierpnia 2013, Moskwa).

## Osiągnięcia
| Rok  | Impreza              | Miejsce | Lokata     | Wynik    |
| ---- | -------------------- | ------- | ---------- | -------- |
| 2011 | Igrzyska afrykańskie | Maputo  | 4. miejsce | 10:03,69 |
| 2013 | Mistrzostwa świata   | Moskwa  | 2. miejsce | 9:12,55  |